# 弗蘭克·邦克·吉爾布雷斯
弗蘭克·邦克·吉爾布雷斯（英語：Frank Bunker Gilbreth，1868年7月7日—1924年6月14日）是美國工程師、顧問和作家，被譽為科學管理的早期倡導者和時間與運動研究的開拓者。她與妻子莉蓮·莫勒·吉爾布雷斯都是工業工程師和效率專家，他們在運動研究和人為因素等領域為工業工程研究做出了貢獻。他被誉为“动作研究之父”。

## 動素分析

動素分析的18個代表符號

吉爾布雷斯與妻子於1915年首次提出『動素』的概念，並以其姓氏Gilbreth的倒寫therblig命名。動素即為完成一件工作所需的基本動作，可由17個基本動作構成。（後來美機械工程師學會增加了"發現"動素，用F表示，動素增加至18種。）

## 家庭
吉爾布雷斯於1904年10月19日在加利福尼亞州奧克蘭與莉蓮·伊芙琳·莫勒結婚；他們有12個孩子。其自傳後被改編成電影《兒女一籮筐》。